# What Goes Around... Comes Around
What Goes Around... Comes Around – trzeci singel z drugiej solowej płyty Justina Timberlake’a, FutureSex/LoveSounds. „What Goes Around...Comes Around” jest, swego rodzaju, nową wersją piosenki Cry Me a River, za którą Justin dostał Nagrodę Grammy. Obie piosenki opowiadają o nieszczęśliwej miłości. Piosenkarz twierdzi że „What Goes Around...” nie jest piosenką o jego pierwszej miłości, czyli Britney Spears.

## Informacje
Tytuł piosenki odnosi się do angielskiego idiomu, który mówi o działaniu prawa karmy. Można go przetłumaczyć jako masz to na co zasługujesz albo też cokolwiek myślisz czy robisz – powróci do ciebie.
Warto również zaznaczyć, że na castingach na nowego członka zespołu US5, śpiewając tę piosenkę Vince Tomas dostał się do zespołu.

## Teledysk
W klipie występuje aktorka Scarlett Johansson. Reżyserem klipu był Samuel Bayer. Premiera odbyła się 9 marca 2007 w serwisie iTunes. Była to pierwsza taka premiera w historii tego sklepu. Po rozesłaniu reżyserskiej, ponad dziewięciominutowej wersji tego teledysku, został on pocięty przez stacje telewizyjne i każda emitowała swoją wersję. Serwis iTunes sprzedał w dzień premiery rekordową liczbę 50 tysięcy ściągnięć.

## Pozycje na listach
| Lista (2007)                    | Najwyższa pozycja |
| ------------------------------- | ----------------- |
| United World Chart              | 2                 |
| Australian ARIA Singles Chart   | 3                 |
| Austrian Singles Chart          | 5                 |
| Belgian Singles Chart           | 8                 |
| Brazilian Singles Chart         | 16                |
| Bulgarian Airplay Chart         | 1                 |
| Canadian BDS Airplay Chart      | 3                 |
| Canadian Download Chart         | 1                 |
| Czech IFPI Chart                | 11                |
| Dutch Singles Chart             | 6                 |
| Finnish Singles Chart           | 3                 |
| French Singles Chart            | 5                 |
| French Download Chart           | 2                 |
| German Singles Chart            | 5                 |
| Irish Singles Chart             | 6                 |
| Latvian Airplay Top             | 2                 |
| Latin American Airplay Chart    | 26                |
| New Zealand RIANZ Singles Chart | 3                 |
| Norwegian Singles Chart         | 7                 |
| Russian Airplay Chart           | 4                 |
| Slovakian Airplay Chart         | 8                 |
| Swedish Singles Chart           | 10                |
| Swiss Singles Chart             | 5                 |
| 'Tokio Hot 100'                 | 88                |
| UK Singles Chart                | 4                 |
| UK Official Download Chart      | 5                 |
| U.S. Billboard Hot 100          | 1                 |
| U.S. Billboard Pop 100          | 1                 |